# 喇叭弦
喇叭弦，又名鼓吹弦、鐵弦仔、鐵弦，台灣歌仔戲音樂、客家音樂、北管音樂使用的特有金屬製胡琴類樂器。
1937年，日本在台灣推行皇民化運動而「禁鼓樂」（禁用鑼鼓音樂），由被日本政府留用之樂師陳冠華、蘇桐、陳秋霖共同研製。
琴馬置於留聲機唱頭的雲母圓片，經倒b形彎曲往上在長直管內產生共鳴，頂端以喇叭的擴音，通體都是金屬製，材質是鋁、白鐵、鐵、銅。弦軸同結他，置於長直管頂部，繫以吉他鋼弦，以馬尾弓拉奏。20世紀末葉出現改良式喇叭弦，琴筒使用手提揚聲器喇叭，形似高胡，琴桿與弦軸有的仿照傳統式採金屬製，亦有木製，喇叭材質為鋁、塑膠等製。為減低成本，有些樂器製師以玻璃纖維代替雲母。
定弦以純5度為主，某些客家音樂演奏中用純4度定弦，音色高尖。歌仔戲在悲傷、愁苦或抒情的場合多用，通常由頭手弦領奏。有是用於廣東音樂的高胡部份演奏廣東音樂作為背景音樂的「廣東串」，有時亦用於客家山歌。
喇叭弦製作者及演奏者:張孟浩
善奏喇叭弦的歌仔戲琴師有洪堯進、蔡春安、李國治、許再添等。

## 參加資料
1. ↑  《台上台下‧魚鰍先》施叔青編著